# Julius Károlyi

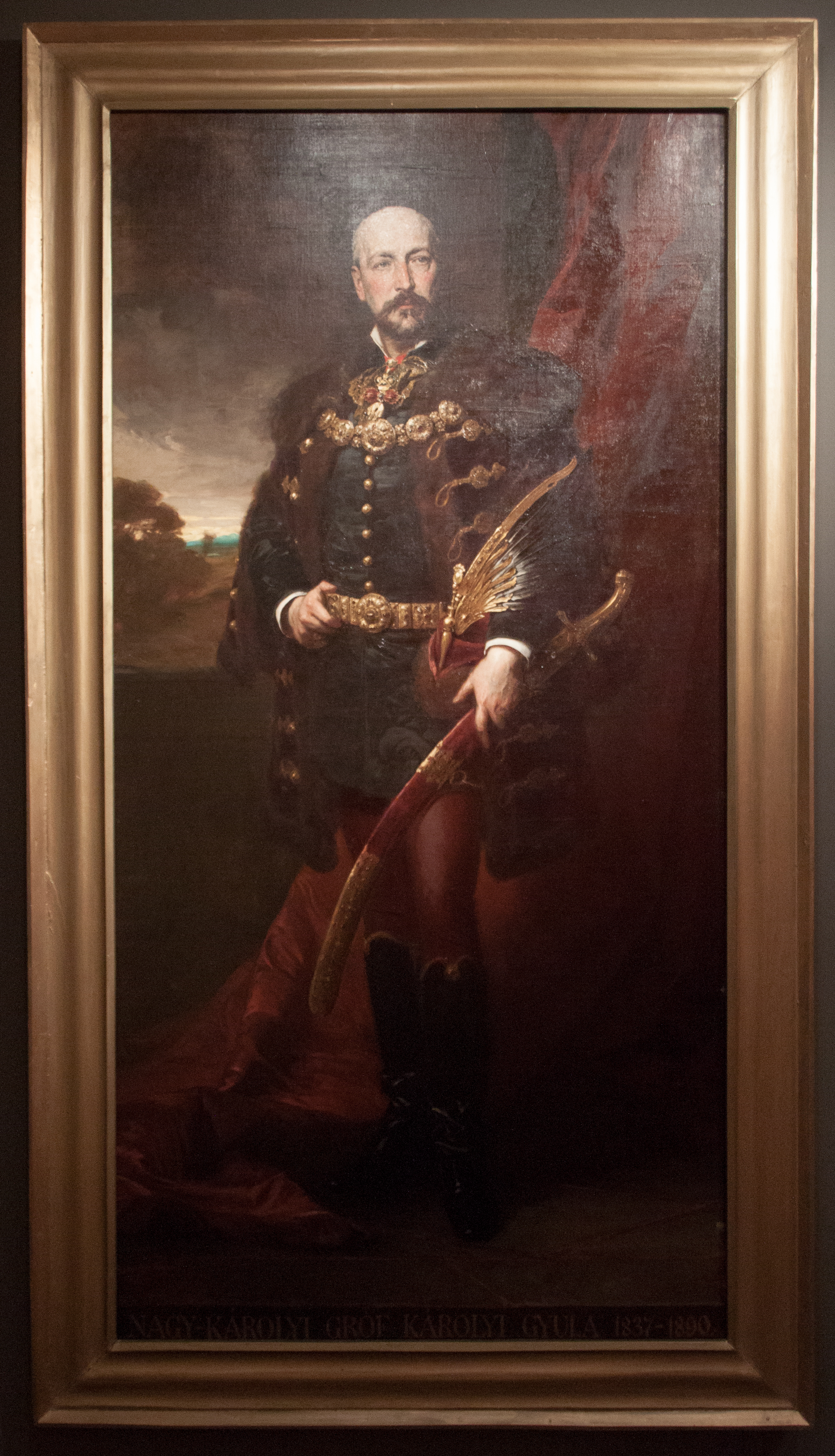
Porträt, 1869, gemalt von Gyula Benczúr

Graf Julius Karolyi von Nagykároly (ungarisch Nagykárolyi gróf Károlyi Gyula; * 4. Juli 1837 in Budapest; † 23. November 1890 ebenda) war ein ungarischer Magnat und Parlamentarier.

## Leben
Julius Károlyi wurde als ältester Sohn von Graf Georg Károlyi von Nagykároly und Gräfin Karoline Zichy von Zich und Vásonykeő geboren. Nach dem Besuch des Gymnasiums in Budapest und Bonn studierte er an der Rheinischen Friedrich-Wilhelms-Universität Bonn. 1857 wurde er Mitglied des Corps Borussia Bonn. Nach dem Studium wurde er Majoratsherr auf Debrö und Fehérvárcsurgó im Komitat Fejér. Er war erbliches Mitglied des ungarischen Magnatenhauses und von 1872 bis 1878 Mitglied des ungarischen Abgeordnetenhauses, der zweiten Kammer des ungarischen Reichstags.
Károlyi war Präsident des Vereins vom Rote Kreuze der Länder der ungarischen heiligen Krone, des ungarischen Jockes-Klubs, der ersten ungarischen Allgemeinen Assekuranz-Gesellschaft und des Hilfsvereins der ungarischen Schriftsteller. Er war in erster Ehe mit Gräfin Georgine Károlyi von Nagykároly und nach deren Tod in zweiter Ehe mit Gräfin Geraldine Pállfy von Erdöd verheiratet.
Victor Károlyi war sein Bruder.